# Новоніколаєвка (Федоровський район)
Новонікола́євка (рос. Новониколаевка, башк. Яңы Николаевка) — присілок у складі Федоровського району Башкортостану, Росія. Входить до складу Покровської сільської ради.
Населення — 14 осіб (2010; 22 в 2002).
Національний склад:
- росіяни — 100%

## Відомі особистості
В поселенні народився:
- Горошек Павло Антонович (1925—1994) — радянський вояк.